# Vale Vouk
Vale Vouk, hrvaški botanik, predavatelj in akademik, * 21. februar 1886, † 27. november 1962.
Vouk je deloval kot redni profesor za botaniko na Univerzi v Zagrebu in bil dopisni član Slovenske akademije znanosti in umetnosti (od 2. junija 1953).